# 52号美国国道
52号美国国道（英語：U.S. Route 52）是一条东西方向的美国国道。该公路连接了北达科他州北达科他州和南卡罗来纳州查尔斯顿，全长2.072英里。